# Pyxicephalidae
Pyxicephalidae — родина земноводних підряду Neobatrachia ряду Безхвості. Має 2 підродини, 13 родів та 68 видів.

## Опис
Загальна довжина представників цього роду коливається від 1,5 до 25 см. За своєю будовою в багато в чому схожі із представниками родини Жаб'ячі. Тривалий час відносились на цієї родини, лише з 2006 року Pyxicephalidae відокремлено у самостійну родину. Здебільшого це жаби з витонченим тулубом, невеликою головою. Забарвлення відповідає місцю їх розповсюдження: від жовтуватого до коричнюватого, є види забарвлені у зелені та оливкові кольори.

## Спосіб життя
Полюбляють рідколісся, тропічні ліси, савани, гірські місцини. Активні переважно вночі або у присмерку. Живляться безхребетними, дрібними гризунами.

## Розповсюдження
Мешкають на південь від пустелі Сахара (Африка).

## Підродини та роди
- Підродина Cacosterninae Noble, 1931
  - рід Amietia Dubois, 1987
  - рід Anhydrophryne Hewitt, 1919
  - рід Arthroleptella Hewitt, 1926
  - рід Cacosternum Boulenger, 1887
  - рід Ericabatrachus Largen, 1991
  - рід Microbatrachella Hewitt, 1926
  - рід Natalobatrachus Hewitt & Methuen, 1912
  - рід Nothophryne Poynton, 1963
  - рід Poyntonia Channing & Boycott, 1989
  - рід Strongylopus Tschudi, 1838
  - рід Tomopterna Duméril & Bibron, 1841
- Підродина Pyxicephalinae Bonaparte, 1850
  - рід Aubria Boulenger, 1917
  - рід Pyxicephalus Tschudi, 1838